# Distretto di Brzozów
Il distretto di Brzozów (in polacco powiat brzozowski) è un distretto polacco appartenente al voivodato della Precarpazia.

## Geografia antropica

### Suddivisioni amministrative
Il distretto comprende sei comuni:
- Comuni urbano-rurali: Brzozów
- Comuni rurali: Domaradz, Dydnia, Haczów, Jasienica Rosielna, Nozdrzec